# 351e division d'infanterie
La 351e division d'infanterie (en allemand : 351. Infanterie-Division ou 351. ID) est une des divisions d'infanterie de l'armée allemande (Wehrmacht) durant la Seconde Guerre mondiale.

## Création
La 351. Infanterie-Division est formée le 10 mars 1940 à partir de Landwehr à Tschenstochau en Autriche dans le Wehrkreis XVII en tant qu'élément de la 9. Welle (9e vague de mobilisation).
Elle est organisée comme une Landesschützen-Division qui est une unité d'infanterie territoriale composée de personnel âgé et utilisé pour des fonctions de garde et de garnison. C'est l'équivalent des régiments d'infanterie territoriale française.
Après la campagne de France, elle est dissoute le 21 août 1940 sans avoir pris part à un combat.

## Organisation

### Commandants
| Date                       | Grade           | Commandant   |
| -------------------------- | --------------- | ------------ |
| 10 mars 1940 - ? août 1940 | Generalleutnant | Paul Göldner |

## Théâtres d'opérations
- Pologne : Mars 1940 - Mai 1940
- Allemagne, Belgique et France : Mai 1940 - Août 1940

## Ordres de bataille
- Infanterie-Regiment 641
- Infanterie-Regiment 642
- Infanterie-Regiment 643
- Artillerie-Batterie 351
- Aufklärungs-Schwadron 351